# Мейн (броненосен крайцер)
Мейн (на английски: USS Maine, ACR-1) е броненосен крайцер (фактически – броненосец 2-ри клас) на ВМС на САЩ. Той е единият от двата американски броненосни кораби, въведени в експлоатация през 1895 г. и първият военен кораб на САЩ, кръстен в чест на американския щат Мейн.
Корабът остава в историята със загадъчната си гибел в пристанището на Хавана, Куба, където пристига на 25 януари 1898 г. във връзка с народното недоволство на кубинците против колониалното управление на метрополията Испания. Вечерта на 15 февруари 1898 г. корабът се взривява и потъва. Загиват 266 души: 260 по време на взрива или веднага след него и 6 почиват по-късно в болница от получените наранявания. Капитан Сигсби и по-голямата част от офицерите оцеляват, тъй като при експлозията се намират на кърмата на кораба.
Гибелта на кораба и на по-голямата част от екипажа получава широк обществен отзвук в американската преса, която от своя страна пряко или косвено обвинява Испания в унищожаването на кораба и по този начин става катализатор за формиране на обществено мнение за започване на испано-американската война.

## История на проекта
Влизането в строй на бразилските броненосци „Риахуело“ и „Акидабан“ в периода 1883 – 1885 сериозно променя баланса на военноморските сили в Западното полукълбо. Въпреки това, че за европейските мерки корабите са неголеми и се отнасят към 2-ри или дори 3-ти клас броненосци, нито една от държавите на двата американски континента (включително и САЩ) не разполага със съвременни броненосци. Двата броненосеца за определен период от време правят Бразилия една от най-силните морски държави на Новия свят.
Американският флот през 1880-те години е в упадъчно състояние. Както мрачно отбелязва председателят на комитета по морските въпроси Хърбърт А. Хилари, „ако „Риахуело“ срещне целият ни флот в открито море се съмнявам, че дори и един от нашите кораби ще успее да се върне в своята база“. Позициите на изолационистите в Конгреса, отстояващи идеите на крайцерската война срещу търговското корабоплаване на потенциалните европейски противници, са сериозно разклатени от появата на съвременни линейни кораби в потенциално враждебна държава, която е близо до американските брегове. Привържениците на концепцията за съвременен флот вземат превес в Конгреса и проектирането на „отговора“ започва веднага след това.
През 1884 г. бюрото за проектиране и ремонт представя за одобрение два проекта – за 7500 тонен броненосец и за 5000 тонен крайцер. Секретарят на флота Уилям Колинс Уитли, вместо тях, моли Конгреса за построяване на два 6000 тонни броненосни кораба (молбата е продиктувана от ограниченията по тонаж, който имат наличните докове, и проблематичната им евентуална модернизация, която само се предполага, че някога ще се случи). През 1886 г. разрешението е дадено и флотът започва проектирането на първите си, за последните 20 години, броненосни кораби.

## Конструкция
Проектът на „Мейн“ е разработен от Тиодор Д. Уилсон, главен инженер на Бюрото за проектиране и ремонт. Предназначението на кораба е определено като предимно крайцерско (докато „Тексас“, който е с почти идентична компоновка, от самото начало се проектирал като линкор), което и определя необходимостта от скорост поне 17 възела.
„Мейн“, както и „Тексас“, всъщност повтарят бразилските кораби: и двата кораба имат ешелонно разположение на оръдията от главния калибър и са преди всичко проектирани за водене на сражение в линеен строй. Това, че концепцията вече се счита за остаряла, а и че самата конструкция на „Риахуело“ не е оптималната, американците все още не знаят.
Дължината на кораба е 98,9 m, ширината – 17,4 метра, а газенето – 6,9 метра. Пълната водоизместимост е 6789 тона. Той бил и малко по-дълъг от „Тексас“, корпусът е разделен на 214 водонепроницаеми отсека и има една дълга надлъжна преграда. Двойно дъно има само в рамките на цитаделата.

### Въоръжение
Основното въоръжение на „Мейн“ е от четири 254-mm 35-калиброви оръдия 10"/35 Mark 2. Оръдията са разположени в сдвоени, диагонално разположени, въртящи се кули: носовата кула е силно изместена към десния борд (и частично излизаща отвъд него), а кърмовата кула – към левия. Заради разположението на кулите към краищата корабът е подложен на силно надлъжно (килово) люлеене. Освен това стоящите ниско оръдия са заливани от вода. Кулите се задвижват хидравлично.
Главният калибър изстрелва 231-кг си снаряд с начална скорост 610 метра в секунда. На дистанция до 5000 метра снарядът пробива 180-мм закалена броня на Харви. Но скорострелността на оръдията, заради неудачната конструкция и остарялата процедура по презареждане, е много ниска – около 1 изстрел за минута и половина. Към 1905 година за сметка на тренировка на артилеристите и опростяване на презареждането скорострелността достига до 2 – 3 изстрела в минута. Въпреки това конструкторите смятат основното въоръжение на „Мейн“ за по-удачно, отколкото при „Тексас“, поради това че презареждането на оръдията на „Мейн“ става при всяко положение на кулите, тъй като е интегрирано в самите кули.
Спомогателното въоръжение на кораба са шест 152-mm 30-калиброви оръдия, разположени в каземати. Формално скорострелни, оръдията имат разделно зареждане и на практика първоначално дават не повече от 1 изстрел в минута (това се променя към 1890 г.). Тяхната пределна далекобойност е около 8000 метра.
Противоминната артилерия на „Мейн“ са седем 57-mm скорострелни оръдия „Дригс-Шредер“, на покрива на надстройката. Оръдията стрелят с до 20 изстрела в минута. Като допълнение има и четири 37-mm оръдия „Хочкис“ и четири еднофунтови картечници „Дригс-Шредер“. Също корабът има четири 450-mm торпедни апарата (по два на борд) и според първоначалния проект следва да носи на борда си и два малки миноносеца с водоизместимост 15 тона. По-късно се отказват от тази идея, поради съвършено неудовлетворителните качества на експерименталния миноносец.

### Брониране
Бронирането на главния пояс на кораба е от никелова броня, с дебелина в горната си част 305 мм и изтъняваща надолу до 178 mm. Поясът прикрива цитаделата на кораба между кулите на главния калибър. Височината му е 2,1 метра, от които 0,9 m са над водата. По краищата на цитаделата, поясът, под наклон, влиза в корпуса, изтънявайки до 203 mm, и прелива в бронирана преграда.
Изпъкналата бронева палуба е дебела 51 mm в централната част със скосове дебели 76 mm зад броневия пояс. В кърмовата част броневата палуба слиза под нивото на водата защитавайки от падащи снаряди руля и винтовете. Артилерията на ГК е защитена от 203 mm броня, при дебелина на бронята при барбетите до 305 mm в горната им част (в долната – до 250 mm). Казематите са защитени от 114-mm броня.

### Силова установка
Корабът има две парни машини с тройно разширение, с обща мощност от 9239 к.с. Проектната скорост от 17 възела така и не е достигната: на изпитанията корабът дава само 16,45 възела, което е по-зле дори спрямо „Тексас“. Далечината на плаване при икономичен ход е едва 6670 км.

## История на службата
Влизайки в състава на флота, броненосецът носи своята служба във водите на Източното крайбрежие на САЩ и Карибско море. През януари 1898 г. корабът е изпратен за Хавана, Куба, за да защитава американските граждани от започващото срещу испанците въстание.

### Гибел
На 15 февруари 1898 г. „Мейн“ е в Хавана, Куба. В 21:40 на борда на крайцера избухва мощен взрив. Последващият анализ показва, че повече от 5 тона барутни заряди в носовите артилерийски погреби детонират едновременно, което унищожава носа на кораба. Останките на кораба бързо потъват в пристанището. Тъй като е нощ, по-голямата част от екипажа почива в кубриците, разположени в носовата част, и катастрофата отнема 266 човешки живота (над 2/3 от екипажа). Старшите офицери оцеляват само поради това, че каютите им са на кърмата – най-далеч от взрива.
Гибелта на „Мейн“ предизвиква вълна от недоволство в американското общество срещу испанците. Радикалите считат, че крайцерът е унищожен от испанска мина, която тайно е качена на крайцера през нощта. Тази версия е силно застъпена в американската пропаганда в навечерието на войната с Испания.

#### Първо разследване на взрива
Като допълнение на испанското разследване на причините за взрива, проведено за правителството на Испания от двама военноморски офицери, американската страна прави две други официални разследвания – през 1898 г. и 1910 г. Тяхното разследване от 1898 г. стига до извода, че причина за гибелта на кораба е външна експлозия на торпедо или мина, което неофициално приписва отговорността за произшествието на Испания, макар че официалният доклад да не посочва отговорна страна. Това политизирано решение е подложено на силна критика, която се основавала на свидетелствата на очевидците, които твърдят, че взривът става вътре, в корпуса на кораба.

#### Изваждане на останките
През 1910 г. започва операция по изваждането на кораба, който пречи на корабоплаването в пристанището на Хавана. Технологията е следната: тъй като „Мейн“ е потънал на неголяма дълбочина (14 метра), в дъното, с помощта на плаващи парни чукове, са набити множество 30 метрови пръти. Те образували кръг около кораба, който е затворен с водонепроницаеми платна, а след като запълват празнините между тях, започват да изпомпват водата. Едновременно започва и ново разследване на инцидента.
Огледът на корпуса на кораба, извършен от водолази, не може да установи точните причини за взрива, но поставя под съмнение изводите на комисията от 1898 г. Например водолазите установяват, че повредите по кила, които през 1898 са едни от основните аргументи в полза на предположението за външен взрив, са предизвикани в действителност от детонация на погребите (която същевременно също може да е предизвикана от външна експлозия). Една от причините за несигурните изводи на новата комисия е напълно разрушената носова част на кораба и силната корозия, която е обхванала корпуса на кораба.
След пресушаването на кофердама, американските инженери отрязват надстройките, горните палуби и взривената носова част на кораба. Останалата част от кораба е херметизирана с цимент и изчистена от наносите. След премахване на кофердама пространството се запълва с вода и останките изплуват. На 16 март 1912 г., останките на кораба са отбуксирани в открито море и потопени.

#### Други разследвания и версии
През 1976 г. американският адмирал Хайман Джордж Риковер организира частно разследване на инцидента. Той предполага, че причината е самовъзпламеняване на битумните въглища, които точно по това време започват да се използват в американския флот. National Geographic Society през 1998 г., по повод столетието от гибелта на кораба, прави собствено проучване. Изводите от него са нееднозначни – изследването на архивите и компютърното моделиране показват, че пожар във въглищните бункери може да доведе до взрив, но същото може да се случи и при детонация на малка мина, закрепена от външната страна на корпуса на правилното място.
През 2002 г. телевизионният канал History Channel излъчва в ефир своята версия за трагедията. Като най-вероятна причина за експлозията се счита пожар във въглищните бункери и последваща детонация на разположения в съседство погреб за боеприпаси на 6-дюймовата артилерия. Подобна версия се разглежда и от комисията през 1898 г., но по политически причини е определена за „малко вероятна“.

##### Версия испанска диверсия
Макар тази версия (взривяване на крайцера от мина, сложена от испанците) широко да циркулира в американската преса, тя никога не е обявявана като официално обвинение. Унищожаването на „Мейн“ не носи на Испания никакви изгоди (освен загубата за американския флот от един кораб) и силно увеличава вероятността от конфликт със САЩ, който испанското правителство всячески се стреми да избегне. Въпреки това версията, че корабът е жертва на откъснала се мина от минните заграждения на пристанището и дрейфуваща по вятъра, е много вероятна.

##### Версия провокация
Практически от самото унищожаване на крайцера има конспиративна версия, че той е взривен от агенти на правителството на САЩ, което от своя страна да предизвика вълна от възмущение срещу Испания. Тази версия не се основава на никакви сериозни доказателства, но е много популярна. Основният аргумент срещу нея е, че унищожаването на „Мейн“ – единият от малкото съвременни към момента американски бойни кораби – като провокация, е неоправдано скъпа акция, която съществено подкопава боеспособността на американския флот.

## Оценка на проекта
Като един от двата първенци на тогавашното американско броненосно корабостроене „Мейн“ не е особено удачен кораб. Липсата на собствен опит и копирането на стар европейски опит от американските конструктори – копирането на „Риахуело“, диагоналното разположение на ГК – води до това, че формално мощният кораб е слабобоеспособен.
Отстъпвайки на тогавашните броненосци по въоръжение и броня, „Мейн“ е твърде бавен и с малка далечина на плаване, за да бъде и ефективен крайцер. Макар и въоръжението му да е по-ефективно, отколкото това на „Тексас“, неудовлетворителните качества на всички американски тежки оръдия водят до това, че той е по-слаб от всички свои европейски аналози.
Все пак строежът на „Мейн“ и „Тексас“ дава на американските корабостроители ценен опит и ги научава да не следват сляпо често остарелите европейски практики, а да търсят свой собствен път в корабостроенето.

## Коментари
1. ↑  Префиксът „USS“ е от на английски: United States Ship (Кораб на Съединените щати).